# Neobidessus hylaeus
Neobidessus hylaeus är en skalbaggsart som beskrevs av Young 1977. Neobidessus hylaeus ingår i släktet Neobidessus och familjen dykare. Inga underarter finns listade i Catalogue of Life.